# Wang Chunguang
Wang Chunguang (chiń. 王春光; ur. 15 stycznia 1967) – chiński zapaśnik w stylu wolnym. Olimpijczyk z Barcelony 1992, gdzie zajął siódme miejsce w kategorii 130 kg.
Szósty na mistrzostwach świata z 1989. Piąty na igrzyskach azjatyckich w 1990. Zdobył srebrny medal na mistrzostwach Azji w 1992 i 1993, a brązowy w 1988 roku.